# Cissus fusifolia
Cissus fusifolia är en vinväxtart som beskrevs av J. A. Lombardi. Cissus fusifolia ingår i släktet Cissus och familjen vinväxter. Inga underarter finns listade i Catalogue of Life.